# Vishrampur
Vishrampur (of Bishrampur) is een census town in het district Surajpur van de Indiase staat Chhattisgarh. 

## Demografie
Volgens de Indiase volkstelling van 2001 wonen er 12.366 mensen in Vishrampur, waarvan 53% mannelijk en 47% vrouwelijk is. De plaats heeft een alfabetiseringsgraad van 77%. 